# داستان‌هایی از تاریکی: فیلم
داستان‌هایی از تاریکی: فیلم (انگلیسی: Tales from the Darkside: The Movie) فیلمی آمریکایی در ژانر آنتولوژی کمدی ترسناک به کارگردانی جان هریسون است که در ۱۹۹۰ منتشر شد. این فیلم یک پسر روزنامه‌فروش ربوده‌شده را به تصویر می‌کشد که برای جادوگر حومه‌شهر که آماده خوردن اوست سه داستان ترسناک تعریف می‌کند. بازیگران این فیلم دبی هری، کریستین اسلیتر، دیوید جوهانسن، ویلیام هیکی، جیمز رمار، را داون چونگ، استیو بوشمی و جولیان مور هستند. این فیلم نقدهای ضد و نقیضی را از طرف منتقدان دریافت کرده‌است.

## بازیگران
- دبی هری
- کریستین اسلیتر
- دیوید جوهانسن
- ویلیام هیکی
- جیمز رمار
- را داون چونگ
- استیو بوشمی
- جولیان مور